# 한국경제신문
한국경제신문(韓國經濟新聞, The Korea Economic Daily, Hankyung)은 대한민국의 종합 경제 일간지이다. 한경으로 약칭된다. 본사 위치는 서울특별시 중구 청파로 463이다.

## 역사
1963년 8월 15일 국내 최초 스포츠 일간지 <일간스포츠신문>으로 창간됐으나 스포츠신문이 아직 시장성이 없어 구독률이 낮았던 탓인지  1964년 10월 12일에 일간경제신문(日刊經濟新聞)으로 제호명이 바뀌었으며  1965년 10월 12일 현대경제일보(現代經濟日報)로 제호가 변경되었고, 1980년 11월 26일에 현재의 한국경제신문이 되었다. 1987년 4월 한국 최초의 전자신문인 케텔(KETEL)(PC통신 하이텔의 전신)을 개발해 온라인으로 실시간 뉴스를 제공했다. 1990년 12월 한국 언론사로는 선도적으로 신문제작 전산시스템(CTS)을 전면 도입했다. 1997년 현재의 신사옥을 준공하였다. 미국 월스트리트저널(WSJ), 중국경제일보（经济日报/經濟日報 The Economic Daily）와 제휴하고 있다.
2008년 12월 1일에 한국 경제의 역동성을 상징하는 워드마크 CI 도입과 함께 지면 개편이 이뤄졌다.

## 사시
사시는 자유민주주의와 시장경제의 창달이다. 한국경제신문은 다산 정약용 선생의 실사구시 정신을 계승한다는 취지에서 다산경제학상, 다산경영상, 다산기술상, 다산금융상 등을 제정해 매년 시상하고 있다.

## 주주
2006년 1월 기준으로 현대자동차, 삼성, LG, SK 등 194개 기업이 주주로 참여하고 있으며, 납입 자본금은 934억 원이다.

## 지면
- 주6일제 신문을 발행한다.
- 매주 일요일 신문 발행하지 않고[2], 온라인 서비스를 계속한다.
  - A : 종합 · 경제뉴스 섹션은 평일과 토요일에 싣는다.
  - B 이상 : 별도에 기타 · 경제 정보 섹션은 싣는다.

## 계열사
한국경제신문사는 신문 외에 계열사를 통해 다양한 미디어 사업을 펼치고 있다. 증권과 경제전문 케이블TV방송인 한국경제TV, 인터넷 미디어인 한경닷컴, 경제 전문 주간 월간지를 발행하는 한경매거진, 경제 경영 도서를 출판하는 한경BP, 글로벌 연예매체인 텐아시아 등을 자회사로 두고 있다. 한국경제신문 자체적으로 고교생 경제 신문인 생글생글을 발간하고 있으며 바이오 투자자를 위한 한경바이오인사이트도 발행하고 있다. 글로벌 독자들을 겨냥해 영어 일본어 중국어로 한국기업 뉴스를 서비스하는 새로운 매체인 'The Korea Economic Daily Global Edition'도 창간했다. 국가 공인 경제이해력 검증 시험인 TESAT을 주관하고 있다. 대중제 골프장인 포천힐스CC도 소유하고 있다.

## 같이 보기
- 매일경제신문
- 서울경제
- 파이낸셜뉴스